# Cougar (jármű)
A Cougar páncélozott harcjármű, melyet speciálisan harcjárművek elleni aknák és alkalmi robbanófegyverek ellen fejlesztettek ki.

## Leírás
A Cougar harcjármű a Force Protection Vállalat által gyártott lövedék- és aknavédelemmel ellátott harcjárműcsalád tagja. A jármű alvázát a Spartan Motors Vállalat gyártja. Ezek a speciális kifejlesztett járművek védettséget biztosítanak a kiskaliberű lövedékek, kisméretű robbanólövedékek, például irányított rakétameghajtású gránátok és alkalmi robbanófegyverek ellen. A vállalat 1000 járművet vetett alá az USA hadseregének MRAP (aknatámadás elleni védelem) programjának. A Cougar harcjárműveket háromszáznál több alkalommal érte támadás az iraki hadszíntéren, halálos áldozat nélkül.

## Változatok
A Cougar harcjárműnek létezik négy-, illetve hatkerekes változata. Olyan szállítójárműnek tervezték, amely védelmet nyújt az utászoknak, védi a személyzetet a kis kaliberű robbanólövedékek, rakéta meghajtású gránátok és alkalmi robbanófegyverek ellen.
Cougar H4x4-es, 1-es kategóriájú (MRAP), akna elleni védelemmel ellátott többcélú harcjármű (MRUV). Az USA Tengerészgyalogsága 300 ilyen járművet rendelt 2007 áprilisában.
Tempest MPV (Akna Biztos Harcjármű)A Cougar H. változata.
Badger ILAV (Iraki Könnyen Páncélozott Harcjármű)A Cougar H változaton alapuló jármű, gyártója a BEA Systems vállalat; az Új Iraki Hadsereg számára készült.
Cougar HE6x6-os, 2-es kategóriájú (MRAP), Gyors reagálású EOD (robbanóanyag-hatástalanító) harcjármű (JERRVs). Az USA Tengerészgyalogsága 700 ilyen járművet rendelt 2007 áprilisában.
Mastiff PPV (Páncélozott járőrkocsi)A Cougar HE brit változata.

## Alkalmazók
- Magyarország - 13
- Irak
- Kanada, Kanada hadereje – 5
- Egyesült Királyság hadereje -248
- Amerikai Egyesült Államok
  - Blackwater USA
  - USA Hadereje
  - USA Haditengerészet
  - USA Tengerészgyalogság